# Dambergwarte

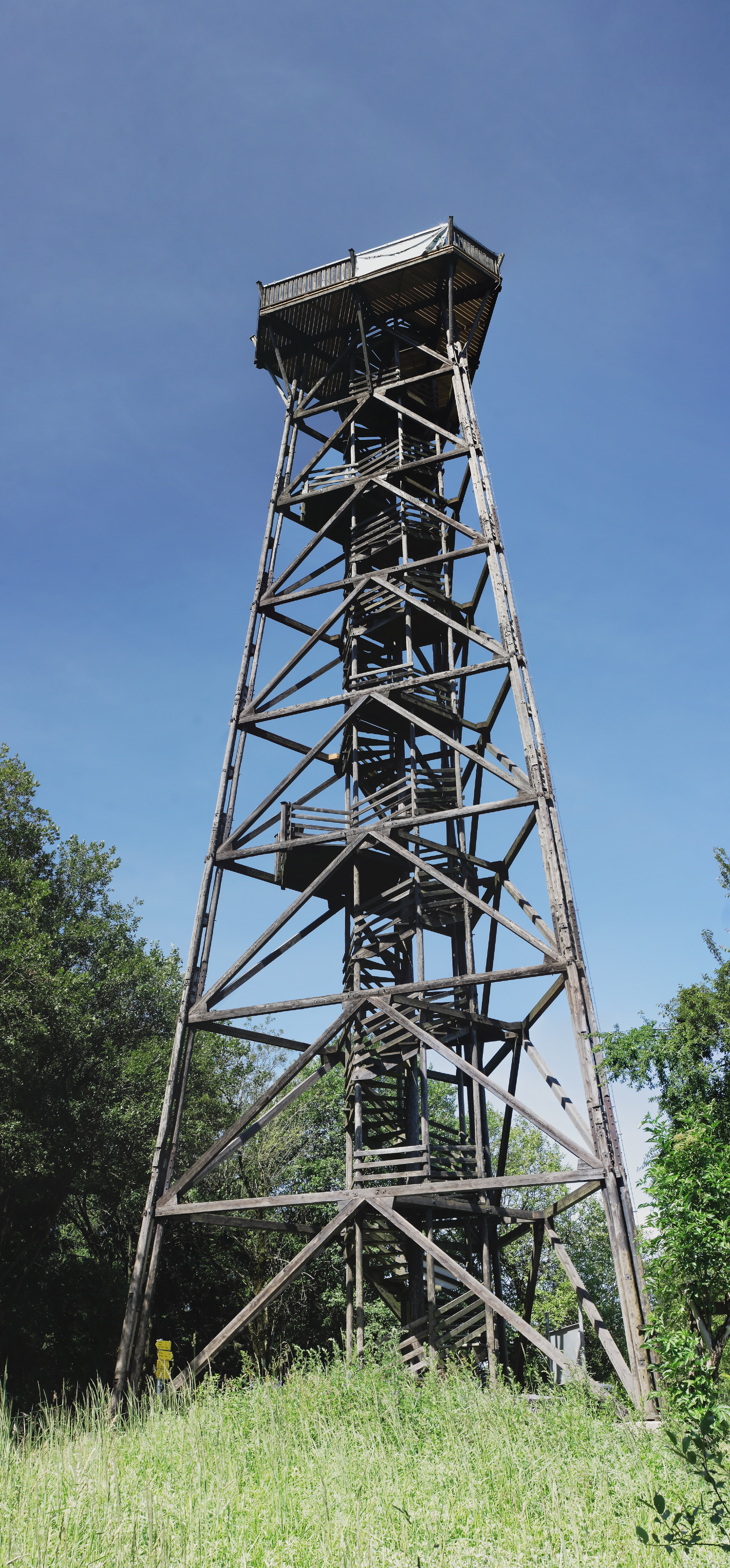
Komplettansicht

Die Dambergwarte ist ein 1972 errichteter, hölzerner Aussichtsturm auf dem Damberg im Gemeindegebiet von Sankt Ulrich bei Steyr (Katastralgemeinde Unterwald). Er liegt an der Grenze zu Garsten (KG Unterdambach). Die Höhe beträgt 36 m. Der Turm ermöglicht einen weiten Rundblick auf die Voralpen und das Alpenvorland. Obwohl auf dem Gebiet von St. Ulrich gelegen, ist die Warte Eigentum der Stadt Steyr.

## Geschichte

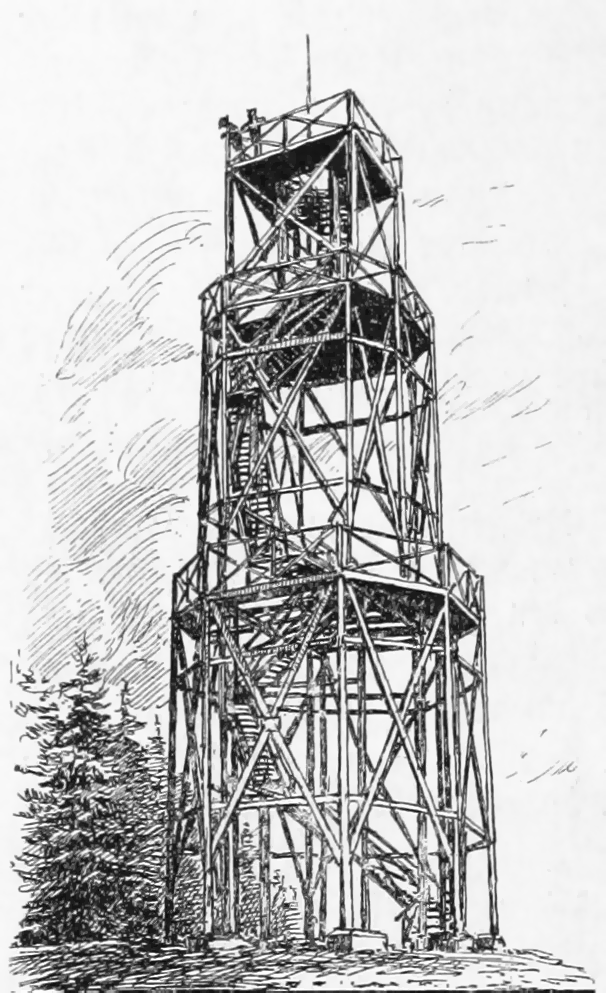
Vorgängerbau in einer Ansicht von spätestens 1893

Bereits 1869 errichtete der Alpenverein einen 21 m hohen Turm, der 1888 durch einen neuen ersetzt wurde. 1921 übernahm ihn der Verschönerungsverein. Der zweite Bau wurde 1932 gesperrt und 1934 abgetragen. 1971 kamen die Planungen für die heutige, 36 m hohe, Warte zum Abschluss. Die Eröffnung fand am 1. Oktober 1972 statt. Die Kosten betrugen etwa 800 000 Schilling (2018: 240 000 Euro). Mit 1. März 1983 ging die Warte in das Eigentum der Stadt Steyr über (Schenkungsvertrag vom 31. Jänner 1983). Dies hatte das Komitee für die Wiedererrichtung einer Aussichtswarte auf dem Damberg, das bis dahin für die Erhaltung verantwortlich war, beantragt. Die letzte Sanierung fand im Mai/Juni 2014 statt. Diese betraf einen der Steher, die tragende Konstruktion der obersten Plattform und die Bohlenauflager. Die Kosten betrugen ungefähr 20 800 Euro.
Die Warte kann maximal 40 Personen gleichzeitig tragen. Sie entstand mithilfe des Landes Oberösterreich, der Stadt Steyr und der Bevölkerung von Steyr und Umgebung.

## Ansichten

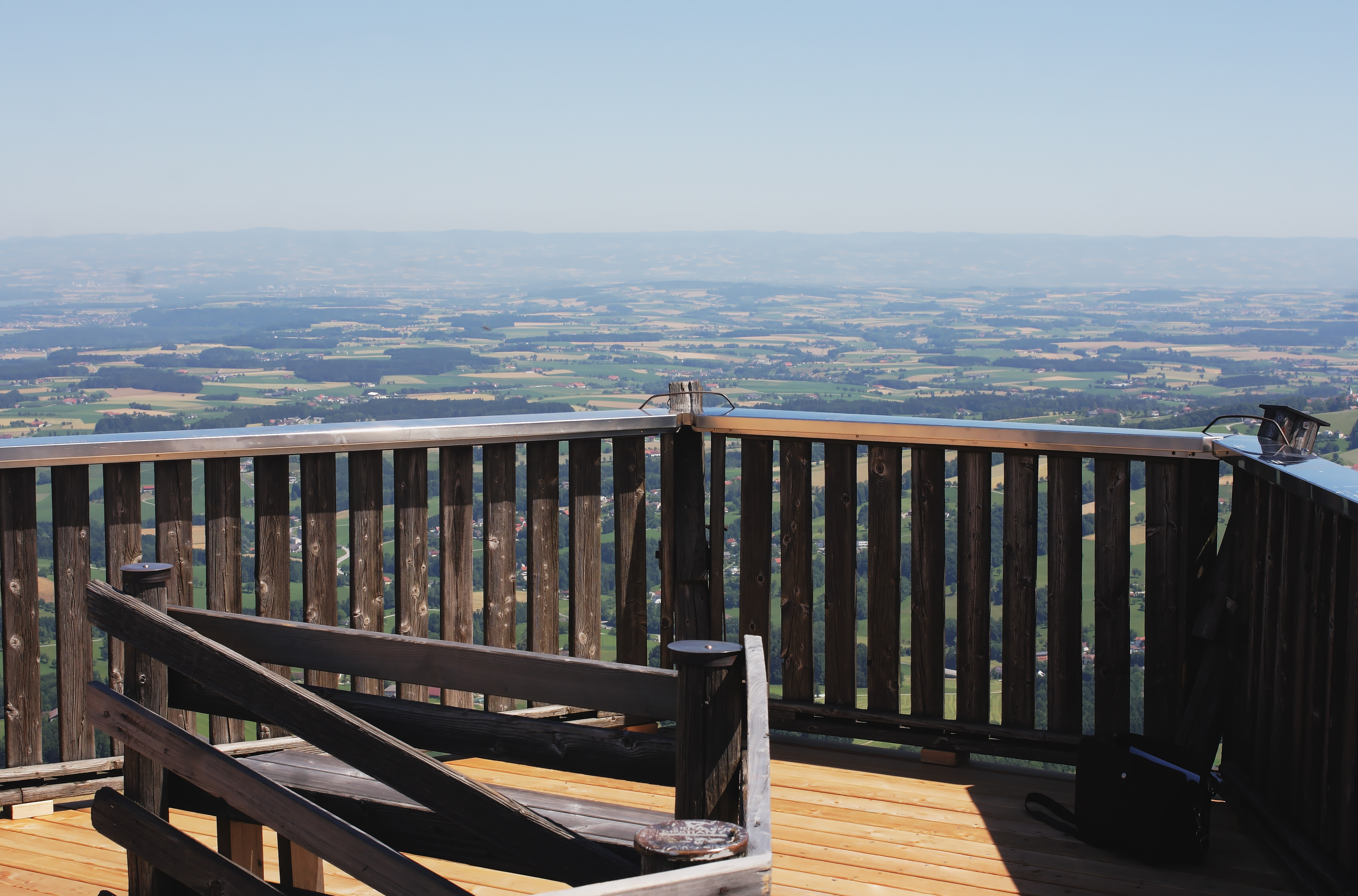
Die Aussichtsplattform nach der Sanierung (4. Juli 2014)
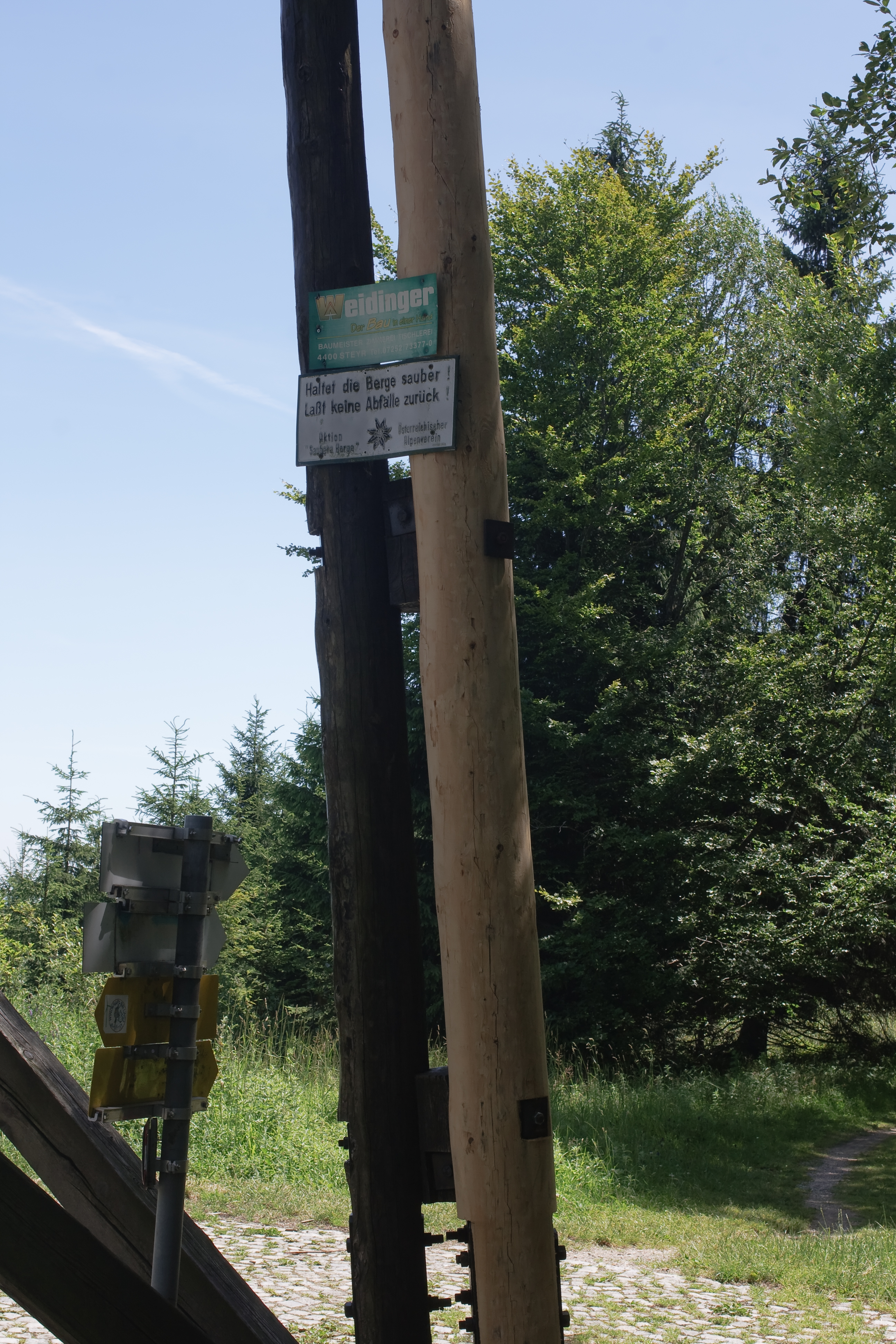
Der erneuerte Steher (4. Juli 2014)
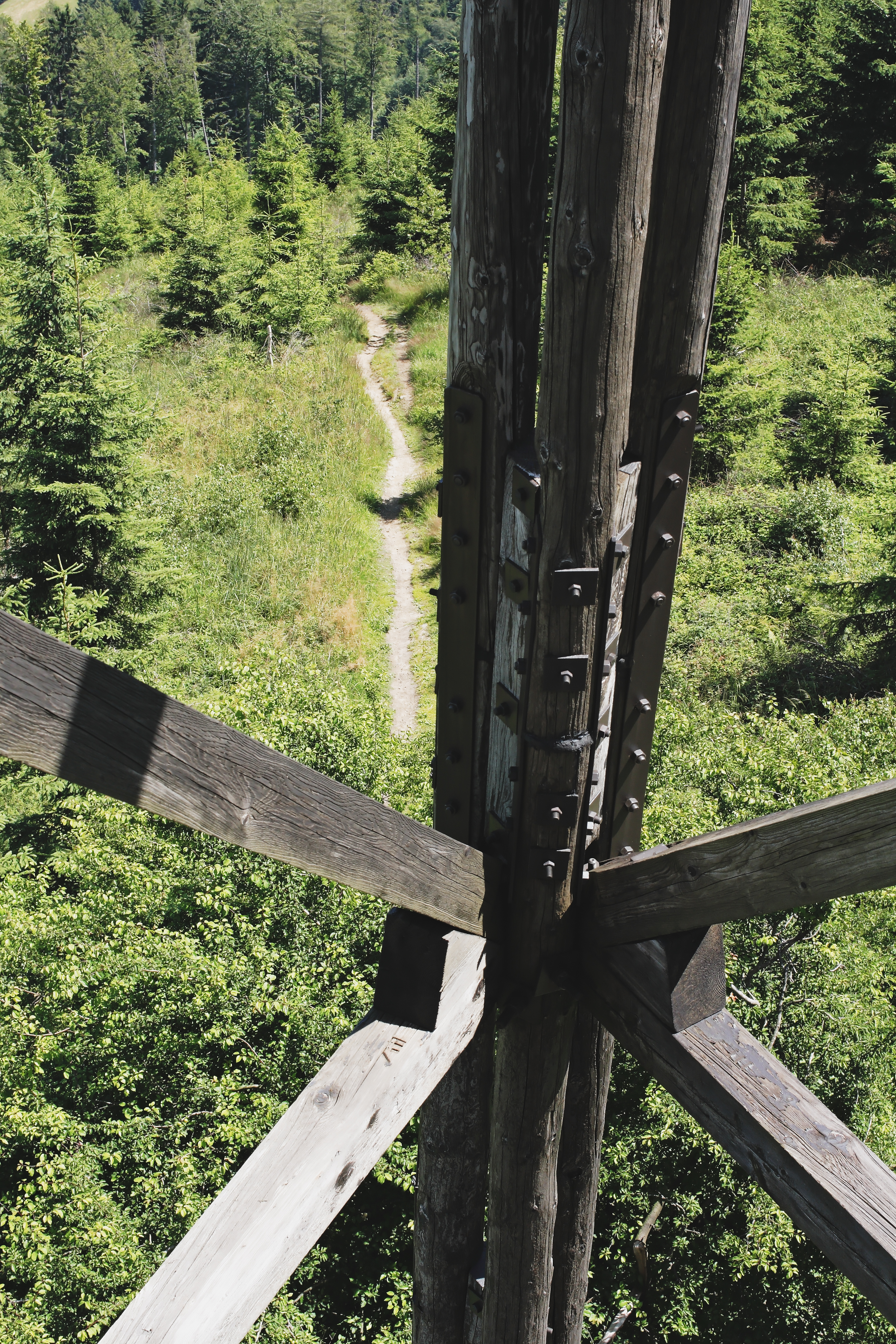
Steher mit Verstrebungen
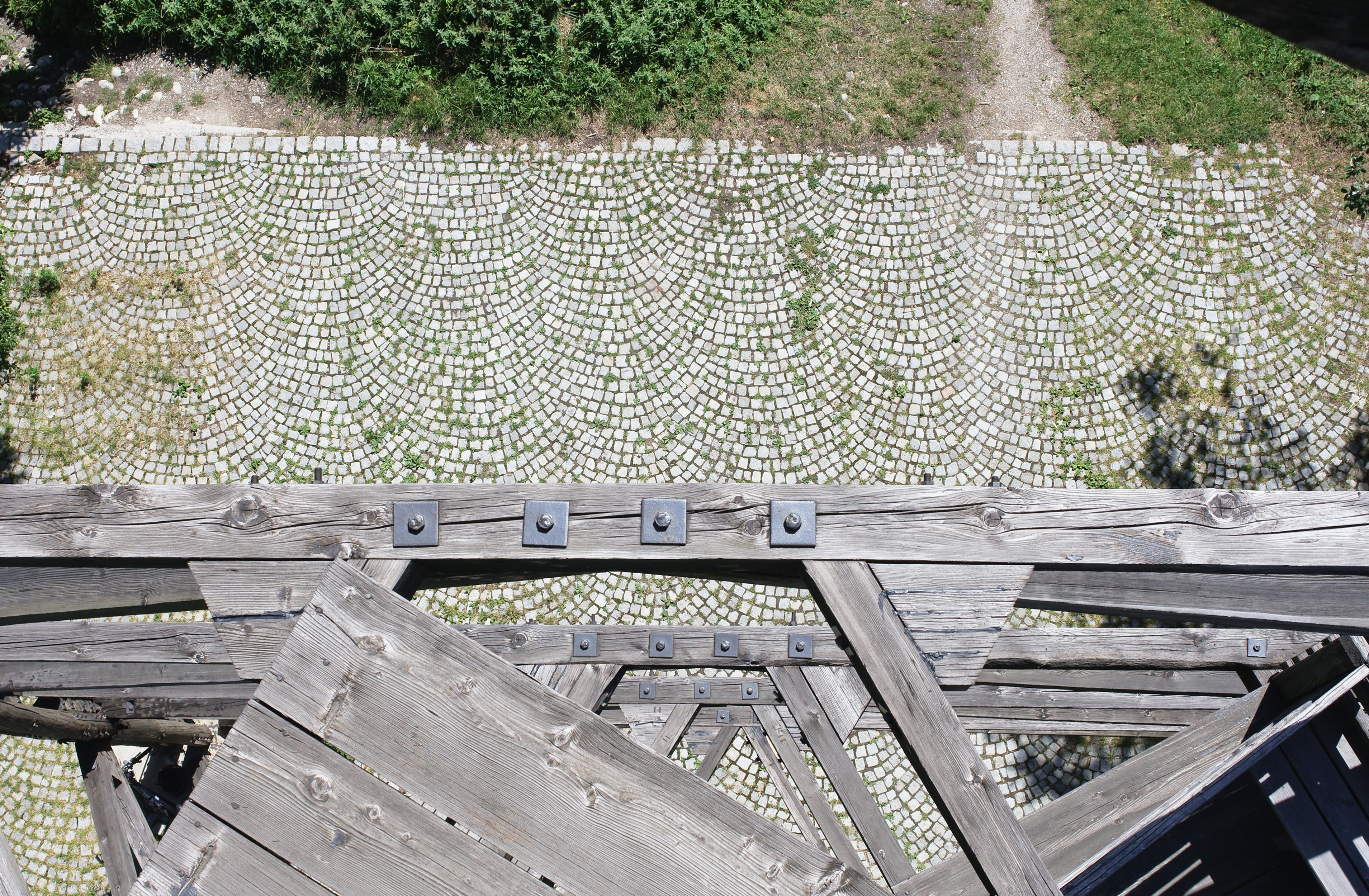
Blick aus dem Stiegenaufgang auf den gepflasterten Vorplatz
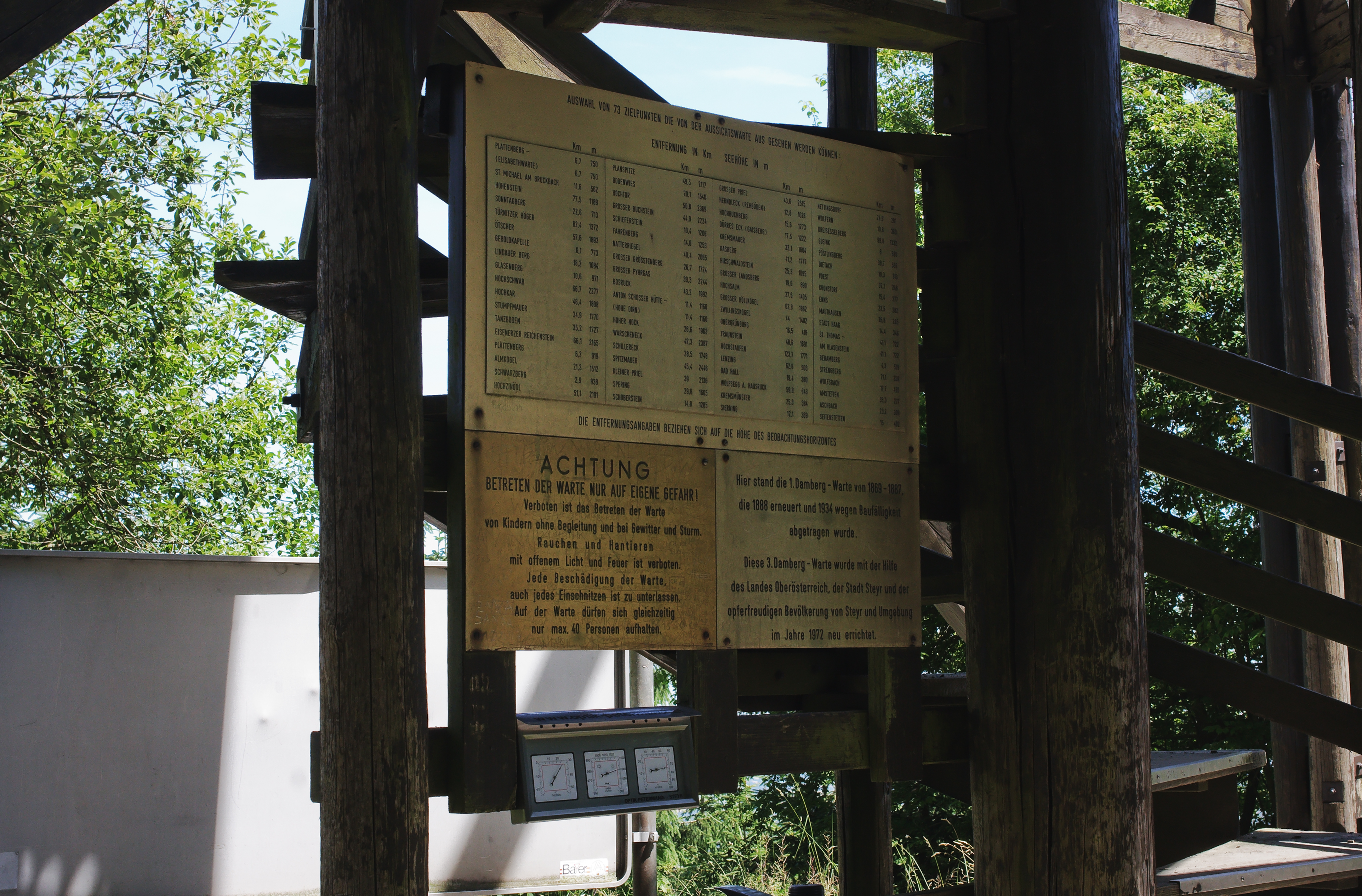
Tafeln am Fuß der Warte
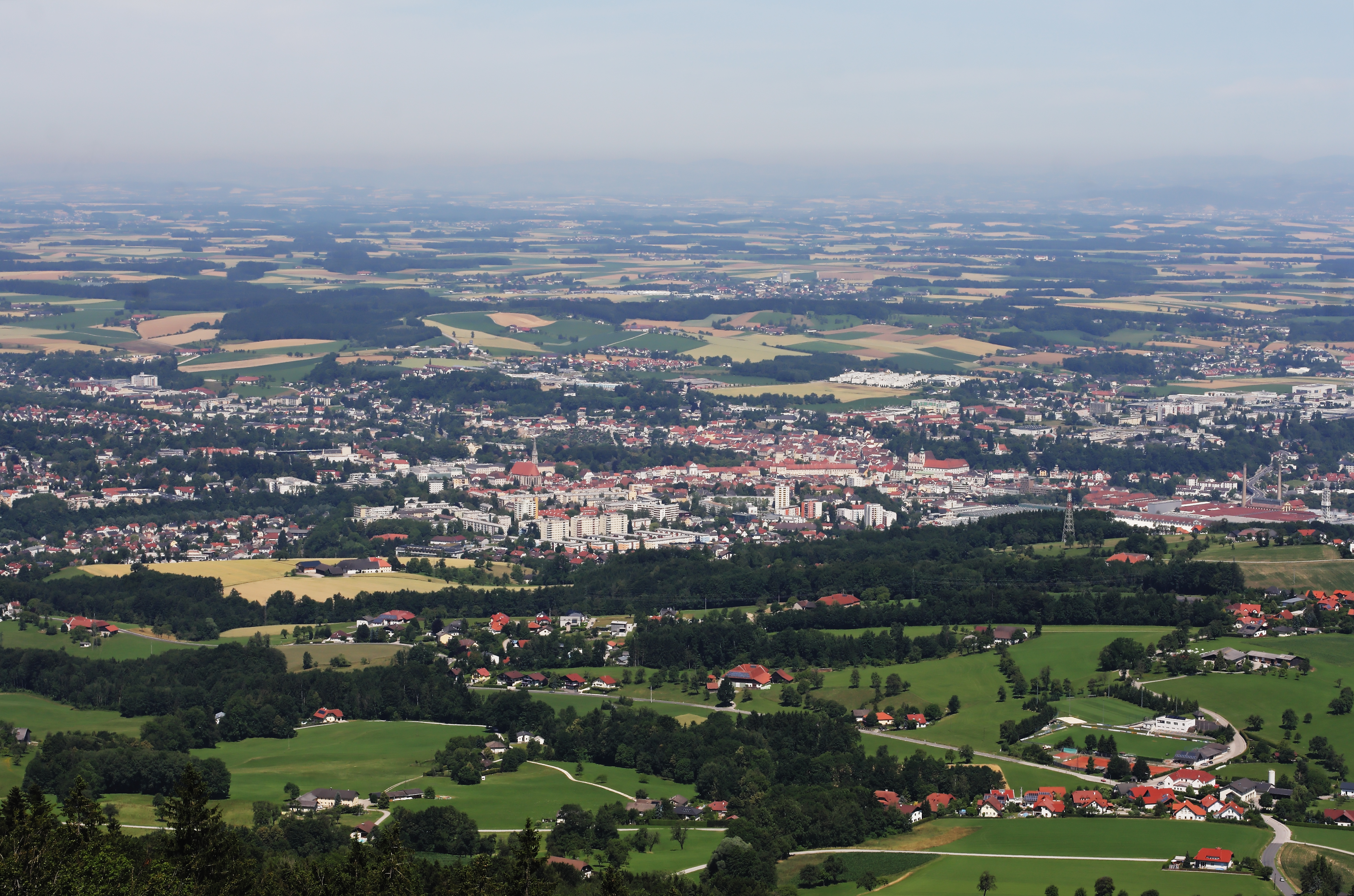
Aussicht: Steyr mit dem Alpenvorland